# Serdj El Ghoul
Serdj El Ghoul (em árabe: سرج الغول) é uma comuna localizada na província de Sétif, Argélia. Sua população estimada em 2008 era de 9 311 habitantes.